# Carl Ferdinand Fiedler
Carl Ferdinand Fiedler  (* 17. Juni 1799 in Baruth; † 8. September 1844 in Döbrichau) war ein deutscher evangelischer Theologe und Pädagoge.

## Leben
Geboren als Sohn des Baruther Stadtschulrektors absolvierte er nach dem Besuch dieser Schule ab 1814 das Gymnasium in Lübben und danach das Collegium Carolinum in Braunschweig. Von 1819 bis 1823 führte er ein Studium der Theologie in Leipzig durch, wo er auch promoviert wurde. Nach 1826 war Fiedler als Privatlehrer in Retzau/Anhalt sowie Bitterfeld tätig und 1828 als Amtshilfe des Superintendenten in Gräfenhainichen. Hier ehelichte er Rahel Friederike Streubel. 1829 wurde Fiedler als Pfarrer nach Döbrichau versetzt, wo er bis 1844 wirkte.
Er war der Begründer des „Elbwart“-Versicherungsbundes für Pfarrer und Lehrer, als Einrichtung gegenseitiger Hilfe in Notfällen und auch langjähriger Vorsitzender des „Missions-Hilfsvereins an Elbe und Elster“. Schon als Schüler trat Fiedler publizistisch hervor. Ab 1832 führte er nebenberuflich die Redaktion der „Gemeinnützigen Aufsätze“ im „Torgauer Kreisblatt“.

## Werke
- Faßlicher Unterricht, jedes deutsche Wort recht zu schreiben. 9. Auflage, Fleckeisen, Helmstädt 1819; 10. Auflage, 1820; 13. Auflage (Der deutsche Sprachmeister), 1831.
- Neue Sammlung allgemeiner teutscher Trinklieder, Vaterlandsgesänge, Kriegs- und Volkslieder. Fleckeisen, Helmstädt 1822.
- Faßliche Anweisung alle nur möglichen Arten schriftlicher Aufsätze, die im bürgerlichen Leben vorkommen, also auch Briefe, auszuarbeiten. Fleckeisen, Helmstädt [1820]
- Almanach der Universität Leipzig auf das Jahr 1823. Klein, Leipzig 1823.
- Übungsaufgaben zur Vervollkommnung der deutschen Sprache. 1824.
- Biblisches Historienbuch für Bürger- und Landschulen. 1837. (Bis 1908 mit 74 Auflagen Standardwerk für Religionsunterricht!)
- Zuarbeit für Joh. Christ. Aug. Bürgers Nachrichten über die Blockade und Belagerung der Elb- und Landesfestung Torgau im Jahr 1813. Wideburg, Torgau 1838.